# 孔吉利奧湖

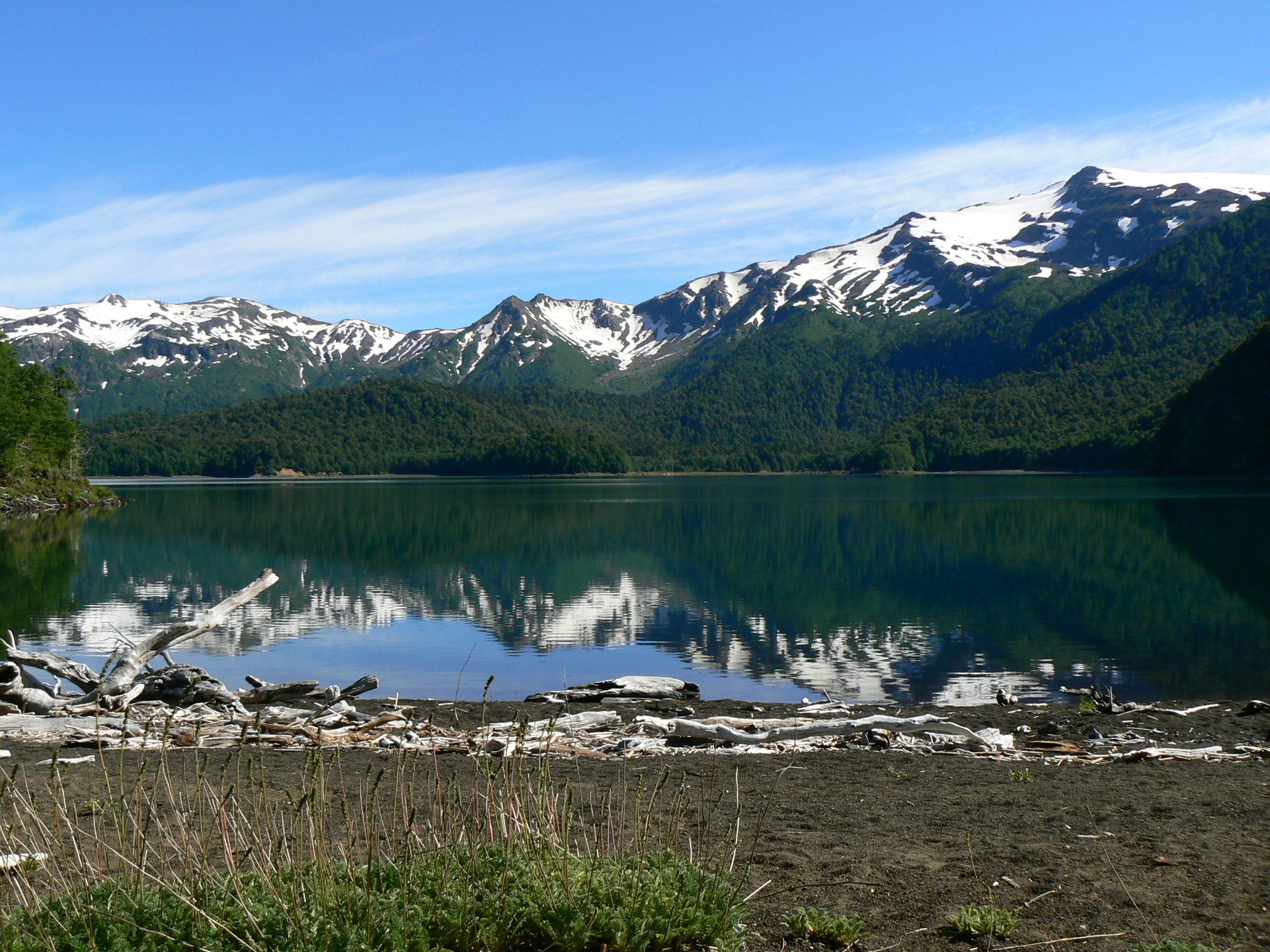

38°38′S 71°38′W / 38.633°S 71.633°W
孔吉利奧湖（西班牙語：Lago Conguillío），是智利的湖泊，位於阿勞卡尼亞大區的考丁省，處於安第斯山脈地區，面積7.8平方公里，海拔高度1,122米，每年平均降雨量1,500至2,500毫米。